# Both Sides
Both Sides es el quinto disco de Phil Collins, editado en 1993.
Este álbum estuvo en los primeros lugares en la tabla de posiciones de la revista Billboard, parte de Europa y resto del mundo; con el tema, Both sides of the story, ya que habla de los problemas que ocurren en la sociedad.
Collins comenzó a grabar el álbum los últimos meses del año 1992 y la primera mitad del año 1993. Por primera vez, él mismo tocó todos los instrumentos durante la grabación.

## Desarrollo
Both Sides se destacó por el hecho de que Collins lo hizo completamente por su cuenta, sin los colaboradores habituales, del productor Hugh Padgham, el guitarrista Daryl Stuermer, el bajista Leland Sklar y los Phenix Horns (trompetas). Después de grabar demos en casa, el álbum se terminó en solo seis semanas en The Farm con la ayuda del productor / ingeniero Paul Gomersall. Por primera y única vez en su carrera, Collins tocó todos los instrumentos él mismo y se encargó de las tareas de producción principales. Además, Collins escribió notas de portada explicando el significado de cada canción, otra primicia.
Collins afirma que este álbum es su favorito. "Both Sides es mi álbum favorito, desde el punto de vista de la composición y la creatividad. Fue en gran medida un álbum en solitario. "Toqué todo, las canciones salieron de mí y, como escritor, ese es el tipo de cosas con las que sueñas". dijo Collins en 2016. [11] También fue escrito en respuesta al fracaso de su matrimonio con la segunda esposa Jill Tavelman. "¡Fue el segundo divorcio! Las relaciones personales en ese momento estaban enredadas, es una mejor manera de decirlo, y todo llegó de manera muy espontánea", dijo. [11] Como resultado, es visto como su álbum más personal. "Al final tenía 17 canciones, y eché a todas las que no encajaban con ese estado de ánimo. En lo que respecta a la interpretación, tiene más corazón y alma que cualquier otra cosa que haya hecho antes" [12].
Collins expresa tanto sus sentimientos como sus problemas personales y aborda cuestiones políticas en el transcurso del álbum. Toca la política y "la nube diaria de terrorismo bajo la que parece vivir Gran Bretaña" en "We Wait and We Wonder", así como un desencanto maduro con la cultura juvenil en "Somos hijos de nuestros padres". El sonido general de Both Sides marcó un regreso al estilo oscuro y melancólico de sus primeros álbumes Face Value y Hello, I Must Be Going !, que se basaban en gran medida en los temas de ruptura y pérdida de relaciones. Reflejando las circunstancias en las que se concibieron esos álbumes, el matrimonio de Collins con Jill Tavelman también estaba fracasando en la época en que se escribió Both Sides. Sobre la influencia de sus emociones en sus canciones agrega: "He llegado a este punto. Canciones muy íntimas, muy privadas parecen fluir fácilmente. De repente sentí que tenía mucho que decir.

## Lista de canciones
Todas las canciones escritas, ejecutadas y producidas por Phil Collins
1. Both sides of the story - 6:44
2. Can't turn back the years - 4:42
3. Everyday - 5:44
4. I've forgotten everything - 5:16
5. We're sons of our fathers - 6:25
6. Can't find my way - 5:10
7. Survivors - 6:06
8. We fly so close - 7:35
9. There's a place for us - 6:53
10. We wait and we wonder - 7:02
11. Please come out tonight - 5:50